# Hypoxis membranacea
Hypoxis membranacea är en enhjärtbladig växtart som beskrevs av John Gilbert Baker. Hypoxis membranacea ingår i släktet Hypoxis och familjen Hypoxidaceae. Inga underarter finns listade i Catalogue of Life.